# Cundinamarca indistincta
Cundinamarca indistincta là một loài bướm đêm trong họ Geometridae.